# Don't Stop the Music
"Don't Stop the Music" là một bài hát của nghệ sĩ thu âm người Mỹ Rihanna, nằm trong album phòng thu thứ ba của cô, Good Girl Gone Bad (2007). Nó được phát hành như là đĩa đơn thứ tư trích từ album vào ngày 7 tháng 9 năm 2007 bởi Def Jam Recordings và SRP Records. Bài hát được viết lời bởi Tawanna Dabney với hai thành viên Tor Erik Hermansen và Mikkel S. Eriksen thuộc đội sản xuất Stargate, những người đồng thời chịu trách nhiệm sản xuất nó, trong đó sử dụng đoạn nhạc mẫu "Mama-say, mama-sa, ma-ma-ko-ssa" từ bài hát năm 1982 của Michael Jackson "Wanna Be Startin' Somethin'" được viết lời bởi Jackson. Tuy nhiên, cả Rihanna lẫn Jackson đều đã bị kiện bởi nhạc sĩ người Cameroon Manu Dibango, người khẳng định rằng đoạn hook của cả hai bài hát đều bắt nguồn từ tác phẩm năm 1972 của ông "Soul Makossa". "Don't Stop the Music" là một bản dance kết hợp với những âm hưởng từ hip hop, với nội dung đề cập đến một cô gái đến vui vẻ ở một bữa tiệc và bị thu hút bởi một chàng trai, và mong muốn rằng âm nhạc của bữa tiệc sẽ không ngừng lại để cô có thể tiếp tục vui vẻ với anh.
Sau khi phát hành, "Don't Stop the Music" nhận được những phản ứng tích cực từ các nhà phê bình âm nhạc, trong đó họ đánh giá cao việc sử dụng hiệu quả đoạn hook "Mama-say, mama-sa, ma-ma-ko-ssa" cũng như chất giọng của Rihanna. Bài hát còn gặt hái nhiều giải thưởng và đề cử tại những lễ trao giải lớn, bao gồm một đề cử giải Grammy cho Thu âm nhạc dance xuất sắc nhất tại lễ trao giải thường niên lần thứ 50. "Don't Stop the Music" cũng tiếp nhận những thành công vượt trội về mặt thương mại với việc đứng đầu các bảng xếp hạng ở chín quốc gia, như Úc, Áo, Bỉ, Pháp, Đức, Hungary, Hà Lan, Tây Ban Nha và Thụy Sĩ, và lọt vào top 10 ở hầu hết những quốc gia nó xuất hiện, bao gồm vươn đến top 5 ở Canada, Đan Mạch, Phần Lan, Ý, New Zealand và Vương quốc Anh. Tại Hoa Kỳ, bài hát đạt vị trí thứ ba trên bảng xếp hạng Billboard Hot 100, trở thành đĩa đơn thứ tư của Rihanna vươn đến top 5. Nó đã được chứng nhận bốn đĩa Bạch kim từ Hiệp hội Công nghiệp ghi âm Hoa Kỳ (RIAA), và đã bán được hơn 3.7 triệu bản tại đây.
Video ca nhạc cho "Don't Stop the Music" được đạo diễn bởi Anthony Mandler và ghi hình tại một câu lạc bộ ở Prague, trong đó Rihanna và những người bạn của cô đã lẻn vào phía sau của một cửa hàng kẹo để đến một câu lạc bộ bí mật, nơi cô đã vui vẻ ở buổi tiệc với những người xung quanh. Để quảng bá bài hát, nữ ca sĩ đã trình diễn nó trên nhiều chương trình truyền hình và lễ trao giải lớn, bao gồm The Early Show, Star Academy, Today, Wetten, dass..?, giải Âm nhạc NRJ năm 2008 và giải Grammy lần thứ 50, cũng như trong bốn chuyến lưu diễn thế giới của cô Good Girl Gone Bad Tour, Last Girl on Earth, Loud Tour và Diamonds World Tour. Kể từ khi phát hành, "Don't Stop the Music" đã được hát lại và sử dụng làm nhạc mẫu bởi một số nghệ sĩ, trong đó phiên bản của ca sĩ Anh quốc Jamie Cullum đã được phát hành làm đĩa đơn cho album phòng thu thứ hai của anh, The Pursuit (2009), và lọt vào bảng xếp hạng ở một số quốc gia.

## Danh sách bài hát
- EP trên iTunes[1]

1. "Don't Stop the Music" – 4:27
2. "Don't Stop the Music (The Wideboys Club phối)" – 6:38
3. "Don't Stop the Music (không lời)" – 4:19

- Đĩa CD tại Đức[2]

1. "Don't Stop the Music" – 4:27
2. "Don't Stop the Music (The Wideboys Club phối)" – 6:38
3. "Don't Stop the Music (không lời)" – 4:19
4. "Don't Stop the Music" (video ca nhạc) – 3:39

- Đĩa CD tại châu Âu và Anh quốc[3]

1. "Don't Stop the Music" – 4:27
2. "Don't Stop the Music (The Wideboys Club phối)" – 6:38

## Thành phần thực hiện
Thành phần thực hiện được trích từ ghi chú của Good Girl Gone Bad (Def Jam Recordings, SRP Records).
Thu âm
- Thu âm tại Battery Studios ở Thành phố New York và Westlake Recording Studios ở Los Angeles, California.

Thành phần
| - Viết lời – Mikkel S. Eriksen, Tor Erik Hermansen, Tawanna Dabney, Michael Jackson - Sản xuất – StarGate - Hỗ trợ sản xuất – Tim Sturges, Phillip Ramos - Sản xuất giọng hát – StarGate | - Thu âm – Mikkel S. Eriksen, Al Hemberger - Phối khí – Phil Tan - Hỗ trợ phối khí – Josh Houghkirk - Nhạc cụ – Mikkel S. Eriksen, Tor Erik Hermansen |

## Xếp hạng
| Bảng xếp hạng (2007-09)                  | Vị trí cao nhất |
| ---------------------------------------- | --------------- |
| Úc (ARIA)                                | 1               |
| Áo (Ö3 Austria Top 40)                   | 1               |
| Bỉ (Ultratop 50 Flanders)                | 1               |
| Bỉ (Ultratop 50 Wallonia)                | 1               |
| Brazil (ABPD)                            | 1               |
| Canada (Canadian Hot 100)                | 2               |
| Cộng hòa Séc (Rádio Top 100)             | 2               |
| Đan Mạch (Tracklisten)                   | 4               |
| Châu Âu (European Hot 100 Singles)       | 1               |
| Phần Lan (Suomen virallinen lista)       | 3               |
| Pháp (SNEP)                              | 1               |
| Đức (Official German Charts)             | 1               |
| Hungary (Rádiós Top 40)                  | 1               |
| Hungary (Dance Top 40)                   | 1               |
| Ireland (IRMA)                           | 6               |
| Ý (FIMI)                                 | 2               |
| Hà Lan (Dutch Top 40)                    | 1               |
| Hà Lan (Single Top 100)                  | 1               |
| New Zealand (Recorded Music NZ)          | 3               |
| Na Uy (VG-lista)                         | 7               |
| Bồ Đào Nha (Billboard)                   | 5               |
| Romania (Romanian Top 100)               | 3               |
| Scotland (OCC)                           | 3               |
| Slovakia (Rádio Top 100)                 | 2               |
| Tây Ban Nha (PROMUSICAE)                 | 1               |
| Thụy Điển (Sverigetopplistan)            | 6               |
| Thụy Sĩ (Schweizer Hitparade)            | 1               |
| Anh Quốc (OCC)                           | 4               |
| Anh Quốc R&B (OCC)                       | 1               |
| Hoa Kỳ Billboard Hot 100                 | 3               |
| Hoa Kỳ Adult Pop Airplay (Billboard)     | 27              |
| Hoa Kỳ Dance Club Songs (Billboard)      | 1               |
| Hoa Kỳ Hot R&B/Hip-Hop Songs (Billboard) | 74              |
| Hoa Kỳ Pop Airplay (Billboard)           | 2               |
| Hoa Kỳ Rhythmic (Billboard)              | 6               |

| Bảng xếp hạng (2007)                 | Vị trí |
| ------------------------------------ | ------ |
| Austria (Ö3 Austria Top 75)          | 15     |
| Belgium (Ultratop 50 Flanders)       | 14     |
| Denmark (Tracklisten)                | 3      |
| Europe (European Hot 100 Singles)    | 16     |
| France (SNEP)                        | 12     |
| Germany (Official German Charts)     | 12     |
| Hungary (Dance Top 40)               | 35     |
| Netherlands (Dutch Top 40)           | 48     |
| Netherlands (Single Top 100)         | 54     |
| Switzerland (Schweizer Hitparade)    | 10     |
| US Hot Dance Club Songs (Billboard)  | 6      |
| Bảng xếp hạng (2008)                 | Vị trí |
| Australia (ARIA)                     | 12     |
| Australia Urban (ARIA)               | 3      |
| Austria (Ö3 Austria Top 75)          | 41     |
| Belgium (Ultratop 50 Flanders)       | 4      |
| Belgium (Ultratop 40 Wallonia)       | 2      |
| Brazil (APBD)                        | 1      |
| Canada (Canadian Hot 100)            | 10     |
| Europe (European Hot 100 Singles)    | 6      |
| Finland (Suomen virallinen lista)    | 13     |
| France (SNEP)                        | 65     |
| Germany (Official German Charts)     | 38     |
| Hungary (Rádiós Top 40)              | 9      |
| Hungary (Dance Top 40)               | 10     |
| Italy (FIMI)                         | 10     |
| Netherlands (Dutch Top 40)           | 39     |
| Netherlands (Single Top 100)         | 28     |
| New Zealand (Recorded Music NZ)      | 22     |
| Norway (VG-lista)                    | 38     |
| Spain (PROMUSICAE)                   | 1      |
| Sweden (Sverigetopplistan)           | 39     |
| Switzerland (Schweizer Hitparade)    | 20     |
| UK Singles (Official Charts Company) | 24     |
| US Billboard Hot 100                 | 17     |
| US Pop Songs (Billboard)             | 21     |
| US Rhythmic (Billboard)              | 37     |

| Bảng xếp hạng (2000-09)          | Vị trí |
| -------------------------------- | ------ |
| Australia (ARIA)                 | 60     |
| Austria (Ö3 Austria Top 40)      | 46     |
| Germany (Official German Charts) | 12     |
| Netherlands (Dutch Top 40)       | 35     |

## Chứng nhận và doanh số
| Quốc gia | Chứng nhận  | Số đơn vị/doanh số chứng nhận |
| --- | ----------- | ----------------------------- |
| Úc (ARIA) | 5× Bạch kim | 350.000^                      |
| Bỉ (BEA) | Bạch kim    | 50.000*                       |
| Brasil (Pro-Música Brasil) | Bạch kim    | 60.000*                       |
| Canada Lượt tải nhạc | —           | 146.000                       |
| Đan Mạch (IFPI Đan Mạch) | Bạch kim    | 15.000^                       |
| Phần Lan (Musiikkituottajat) | Vàng        | 6.194                         |
| Pháp | —           | 210.000                       |
| Đức (BVMI) | 5× Vàng     | 1.250.000‡                    |
| Ý | —           | 105.000                       |
| Ý (FIMI) (từ 2010) | Bạch kim    | 100.000‡                      |
| New Zealand (RMNZ) | Bạch kim    | 15.000*                       |
| Tây Ban Nha (PROMUSICAE) | 6× Bạch kim | 120.000*                      |
| Thụy Điển (GLF) | Bạch kim    | 20.000‡                       |
| Anh Quốc (BPI) | 2× Bạch kim | 1.200.000‡                    |
| Hoa Kỳ (RIAA) | 6× Bạch kim | 6.000.000‡                    |
| * Chứng nhận dựa theo doanh số tiêu thụ. ^ Chứng nhận dựa theo doanh số nhập hàng. ‡ Chứng nhận dựa theo doanh số tiêu thụ và phát trực tuyến. |             |                               |